# Ngao Quảng
Ngao Quảng (tiếng Trung: 敖光; bính âm: Áo Guāng; hoặc tiếng Trung phồn thể: 敖廣; tiếng Trung giản thể: 敖广; bính âm: Áo Guǎng ) là Long vương của Biển Hoa Đông trong văn hóa dân gian Trung Quốc. Ông nổi bật trong các tác phẩm khác nhau bao gồm Phong Thần Diễn Nghĩa và Tây Du Ký.

## Truyền thuyết

### Phong Thần Diễn Nghĩa
Theo Phong Thần Diễn Nghĩa, sau nhiều năm trôi qua, Ngao Quảng đã mang đến sự hỗn loạn cho thế giới bằng cách tạo ra hạn hán, bão tố và các thảm họa khác. Do người dân vô cùng sợ hãi vua rồng và các con trai của ông, họ không bao giờ dám tìm kiếm sự bảo vệ chống lại ông từ Ngọc Hoàng. Kết quả là Ngao Quảng đã được hưởng thụ từ người dân vô số lễ vật trong suốt nhiều năm. Một ngày nọ, Na Tra tắm giặt tại sông Cửu Loan chảy vào Biển Đông, khiến nước sông đỏ rực và cung điện của Ngao Quảng rung chuyển. Sau khi tướng của Ngao Quảng là Lý Lương và con trai thứ ba Ngao Bính đều bị Na Tra giết, Ngao Quảng đến nói chuyện với cha của Na Tra, Lý Tịnh. Ngao Quảng đoạn tuyệt tình nghĩa với Lý Tịnh (trước kia hai người kết tình bằng hữu). Sau một hồi thảo luận về vấn đề này, Ngao Quảng lúc này vô cùng tức giận, đã bay lên trời để tố cáo với Ngọc Hoàng. Tuy nhiên, Na Tra, đã chọn hy sinh bản thân thay cho cha mình, xuất hiện trên thiên đình, đánh ngã Ngao Quảng, gỡ bốn năm chục cái vảy rồng khiến Ngao Quảng vô cùng đau đớn. Ngao Quảng buộc phải biến mình thành một con rắn nhỏ và cùng Na Tra quay trở lại ải Trần Đường.
Sau đó, Ngao Quảng cùng với ba vị Long Vương khác đến ải Trần Đường và bắt cả Lý Tịnh và vợ của ông ta là Ân thị. Na Tra đã mổ ruột, lóc thịt, chặt xương của mình để đền tội với Ngao Quảng, giải thoát cho cha mẹ. Bốn vị Long Vương thấy Na Tra chết rồi bèn tha cho Lý Tịnh và Ân thị rồi lui về. Sau thời điểm này, số phận của Ngao Quảng vẫn chưa rõ.

### Tây Du Ký
Trong Tây Du Ký, hầu vương Tôn Ngộ Không đã lấy được Như Ý Kim Cô Bảng, một vũ khí thanh sắt có vòng vàng, mở rộng một cách kỳ diệu, từ Ngao Quảng. Vũ khí này ban đầu là một công cụ được vua Đại Vũ sử dụng để trị thủy, đo bể nông sâu. Sau khi vua Đại Vũ rời đi, nó vẫn ở lại biển và trở thành "Trụ cột giữ biển", một bảo vật bất di bất dịch của cung điện dưới đáy biển Ngao Quảng.
Một trong những cố vấn cấp cao của Ngộ Không đã bảo ông ta hãy tìm kiếm vua rồng để có được vũ khí mạnh mẽ phù hợp với kỹ năng của mình. Trong cung điện rồng, ông đã thử nhiều loại binh khí thần, nhiều loại trong số đó bị cong hoặc gãy hoàn toàn khi ông sử dụng chúng. Vợ của Ngao Quảng sau đó đã đề xuất, nói rằng mấy hôm nay thanh sắt tỏa hào quang chói lọi, khí lành rực rỡ và bà tin rằng hầu vương đã định sẵn để có được nó. Khi Ngộ Không đến gần cây cột, đã thấy nó phát sáng, biểu thị rằng Tôn Ngộ Không mới là chủ nhân thực sự của nó. Nó ngoan ngoãn nghe theo mệnh lệnh của ông và thu nhỏ lại đến kích thước vừa phải để Ngộ Không có thể sử dụng nó một cách hiệu quả. Điều này khiến lũ rồng sợ hãi và khiến biển cả hỗn loạn, Vua Khỉ đã loại bỏ thứ duy nhất kiểm soát sự lên xuống của thủy triều trong đại dương. Ngoài cây gậy phép, Ngộ Không còn ép Ngao Quảng và các em ông đưa cho mình những món quà thần kỳ khác; bao gồm áo giáp dát vàng, mũ cánh phượng nạm vàng và đôi giày vân.
Sau này, Ngộ Không cầu xin sự trợ giúp của Ngao Quảng trong hành trình vượt qua Hồng Hài Nhi, một con quỷ đã bắt giữ Đường Tăng. Ngao Quảng tạo ra cơn mưa xối xả nhằm ngăn chặn ngọn lửa của Hồng Hài Nhi nhưng ngọn lửa không thể bị dập tắt bằng nước thông thường. Ngao Quảng quay trở lại Đông Dương nhưng không thể giúp Ngộ Không đánh bại Hồng Hài Nhi.
Trong cuộc phiêu lưu sau này, Ngao Quảng một lần nữa thể hiện sự tôn kính với Ngộ Không và hỗ trợ Ngộ Không trong một cuộc thi tạo mưa và tạo ra thuốc trường sinh.

### Bát Tiên Quá Hải
Trong câu chuyện Bát Tiên Quá Hải, Tây Vương Mẫu đưa ra lời mời Bát Tiên đến tham dự Đại hội Đào Thần (蟠桃會; pán taó huì). Khi băng qua đại dương, họ chạm trán với Long Vương của Biển Đông, leo thang thành tranh chấp gay gắt giữa hai bên. Cuối cùng, Bát Tiên và những người bạn đồng hành sử dụng sức mạnh của những lá bùa hộ mệnh, giành chiến thắng và hoàn thành xuất sắc cuộc hành trình vượt biển của mình.

## Văn hóa đại chúng
Trong trò chơi MOBA SMITE, ông ta xuất hiện dưới cái tên Ngao Quảng, Long Vương của Biển Đông với tư cách là một pháp sư cận chiến.
Trong bộ phim hoạt hình Na Tra đại náo Long Cung, Ngao Quảng xuất hiện cùng với các Long vương của các đại dương phía bắc, phía nam và phía tây trong mối thù với Na Tra. Trong lần kể lại câu chuyện này, ba Long Vương khác bị khuất phục trong khi Ngao Quảng bị ngọn giáo của Na Tra đâm và hóa đá.
Trong gói mở rộng thứ hai của trò chơi điện tử Age Of Mythology, Ngao Quảng là một trong ba vị thần nhỏ mà người chơi có thể tôn thờ trong Thời đại Thần thoại. Ông ban cho người chơi các đơn vị Rồng Xanh và Rùa Rồng cũng như Sức mạnh Thần thánh của trận đại hồng thủy.
Trong loạt phim Disney+ American Born Chinese, Ngao Quảng xuất hiện do Jimmy O. Yang thể hiện. Phiên bản này được miêu tả là coi thường chủ nghĩa duy vật của các vị Thần và Thiên nhân khác và vui mừng khôn xiết khi nghe Tôn Ngộ Không kêu gọi tất cả họ đến dự bữa tiệc tự chúc mừng.
Trong The Monkey King của Netflix, Ngao Quảng, người được gọi đơn giản là "Long Vương" được miêu tả là nhân vật phản diện chính, người tìm cách bao phủ toàn bộ thế giới trong nước để trả thù cho nhiều năm đau khổ của mình, chủ yếu là do tình trạng da của ông ta khi ra khỏi nước. Vai diễn này do Bowen Yang thủ vai.